# 氯酸铅
氯酸铅是一种无机化合物，化学式为Pb(ClO3)2。它是白色发亮的鳞状物，在空气中变暗而不透明。氯酸铅存在无水物和一水合物。

## 制备
氯酸铅由一氧化铅或碳酸铅和氯酸水溶液反应得到：
PbO + 2 HClO3 → Pb(ClO3)2 + H2O
PbCO3 + 2 HClO3 → Pb(ClO3)2 + H2O + CO2↑

## 物理性质
氯酸铅易溶于水，易潮解，也易溶于醇。

## 化学性质
氯酸铅加热至230℃时分解并爆炸：
Pb(ClO3)2 → PbCl2 + 3 O2↑
2 Pb(ClO3)2 → 2 PbO + 2Cl2↑ + 5 O2↑